# Приватний сектор економіки
Прива́тний се́ктор — це частина економіки, яка належить приватним групам, зазвичай з метою отримання прибутку або для некомерційної діяльності, на відміну від державної власності.

## Зайнятість
У деяких країнах приватний сектор забезпечує роботою більшу частину робочої сили. У приватному секторі діяльність спрямована на отримання прибутку, тобто функціонує за капіталістичними стандартами.
Дослідження Міжнародної фінансової корпорації (частина Групи Світового банку) у 2013 році показало, що 90% робочих місць у країнах, що розвиваються, знаходяться у приватному секторі.

## Диверсифікація
У країнах із вільною ринковою економікою, таких як США, приватний сектор є ширшим, і держава накладає менше обмежень на компанії. У країнах з більшим державним впливом, таких як Китай, державний сектор становить більшу частину економіки.

## Регулювання
Держави юридично регулюють приватний сектор. Підприємства, що діють у межах країни, повинні дотримуватися законів цієї країни. У деяких випадках, зазвичай за участю транснаціональних корпорацій, які можуть обирати своїх постачальників та місця розташування на основі свого сприйняття регуляторного середовища, місцеві державні регуляції призвели до нерівномірних практик в одній компанії. Наприклад, працівники в одній країні можуть користуватися перевагами сильних профспілок, тоді як працівники в іншій країні мають дуже слабкі закони, що підтримують профспілки, хоча вони працюють на одного й того ж роботодавця. У деяких випадках галузі та окремі підприємства обирають саморегулювання, застосовуючи вищі стандарти у відносинах зі своїми працівниками, клієнтами або навколишнім середовищем, ніж мінімально вимагається законом.

Приватний сектор може мати і негативні наслідки. На початку 1980-х років Corrections Corporation of America започаткувала ідею управління в'язницями з метою отримання прибутку. Сьогодні у приватних в'язницях утримується вісім відсотків ув'язнених Америки. Оскільки це приватний сектор, їхнім головним пріоритетом є не реабілітація, а прибуток. Це призвело до численних порушень прав людини у США.